# El Pozo, San Luis Potosí
El Pozo är en ort i Mexiko.   Den ligger i kommunen Villa de Arista och delstaten San Luis Potosí, i den centrala delen av landet, 400 km norr om huvudstaden Mexico City. El Pozo ligger 1 597 meter över havet och antalet invånare är 497.
Terrängen runt El Pozo är platt åt sydväst, men åt nordost är den kuperad. Runt El Pozo är det ganska glesbefolkat, med 23 invånare per kvadratkilometer. Närmaste större samhälle är San José del Arbolito, 3,3 km sydväst om El Pozo. Omgivningarna runt El Pozo är i huvudsak ett öppet busklandskap.